# Rima Birt

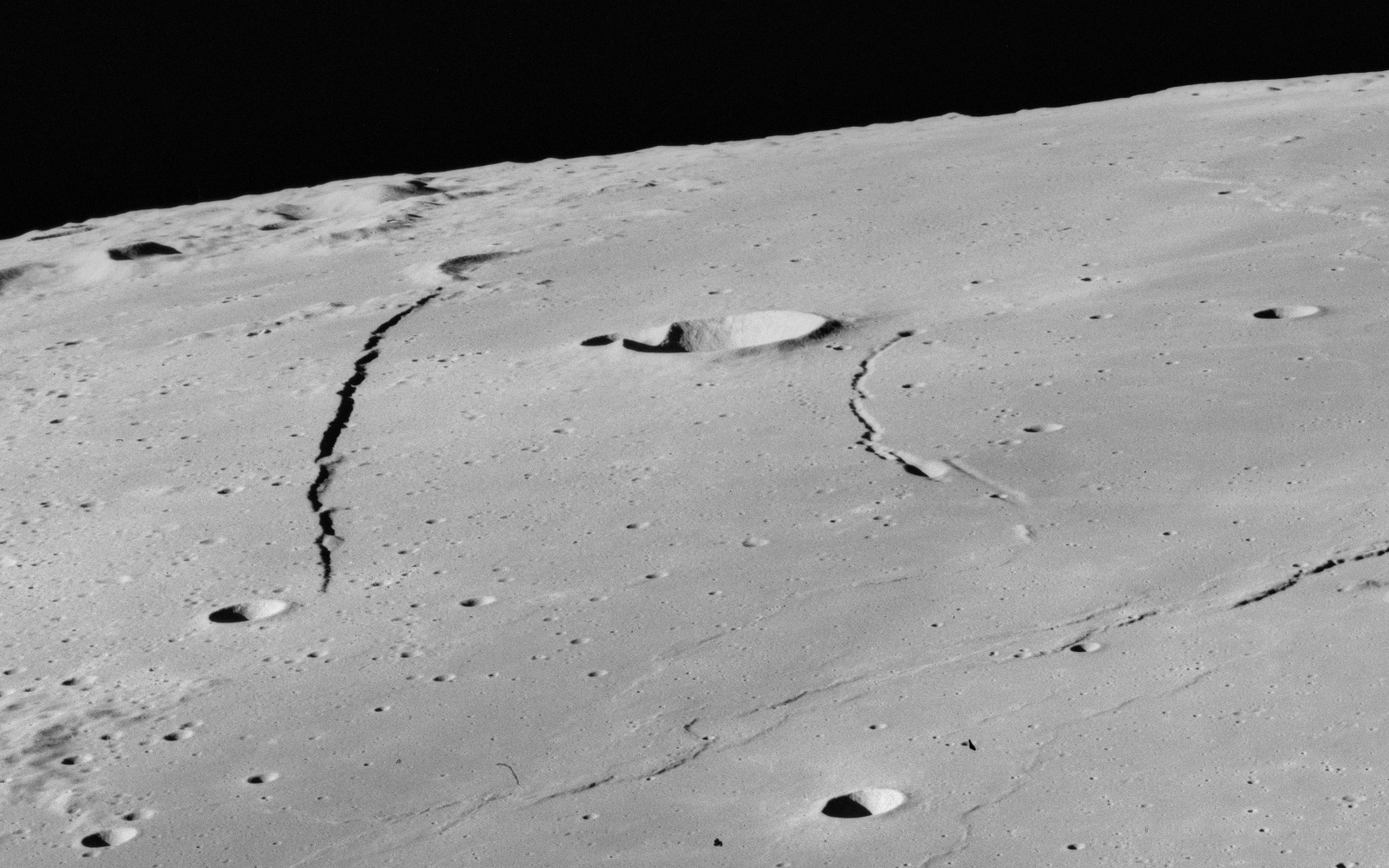
Rupes Recta (links), Birt Krater (Mitte), und Rima Birt (rechts)

Die Rima Birt ist eine leicht gekrümmte Rille auf dem Erdmond. Sie misst etwa 50 Kilometern in der Länge und liegt auf den selenografischen Koordinaten 21° S, 9° W. Sie verbindet die beiden Krater Birt F und Birt E in einem in nordnordwestlicher Richtung verlaufenden Bogen.
Namensgeber ist der Krater Birt, der östlich von ihr gelegen ist.